# Kapisa (provins)
Kapisa (persiska: کاپيسا) är en av Afghanistans 34 provinser, (wilayat). Den ligger i den nordöstra delen av landet. Dess huvudort är Mahmud-e Raqi. Provinsen har 382 600 invånare (år 2006) och en yta på 1 842 km². Dari är det dominerande språket i provinsen men även pashto och andra språk talas.
Kapisa gränsar till provinserna Panjshir i norr, Laghman i öst, Kabul i söder och  Parwan i väster.

## Administrativ indelning
Provinsen är indelad i 7 distrikt.
- Alasay
- Hisa-ye Awal-e Kohistan
- Hisa-ye Duwum-e Kohistan
- Koh Band
- Mahmud-e Raqi
- Nijrab
- Tagab